# Svobodna si. Odloči se
Svobodna si. Odloči se. je slovenski kratki film iz leta 2000, ki ga je napisal in režiral Miha Mazzini po lastni kratki zgodbi Mehanizmi herojstva iz knjige Godbe.

## Vsebina
Sredi neimenovane vojne se v majhni kleti daleč v sovražnikovem zaledju skrivajo trije težki ranjenci in bolničarka, ki skrbi za njih. Sovražnik je znan po silni krutosti in ko odkrijejo njihovo skrivališče ter prično vlamljati vrata, slepi poveljnik od bolničarke zahteva, naj jih vse postreli in jih s tem reši pred mučenjem. Nazadnje bolničarka res postreli vse tri ranjence in tisti trenutek, ko hoče ustreliti še sebe, močna eksplozija pretrese prostor. Prišli so rešitelji in pregnali sovražnike. Tisti trenutek se bolničarka mora odločiti: se bo ustrelila in bo heroj ali pa bo prišla ven kot morilka in celo življenje sanjala ljudi, ki jih je ubila?

## Nagrade
- Najboljša režija, Highgate Film Festival, Anglija